# Теннер, Карл Иванович
Карл Иванович Теннер (нем. Carl Friedrich (von) Tenner 1783—1860) — генерал от инфантерии, сенатор Российской Империи, исследователь известный своими астрономическими и геодезическими работами.

## Биография
Карл Теннер родился 2 августа 1783 года в имении Амфер, близ Нарвы. Брат известного придворного серебряных дел мастера и ювелира Пауля-Магнуса Теннера (ок.1753-1819).
Поступив в 1802 году прапорщиком в Генеральный штаб, он вскоре затем отправился в Китай в составе миссии графа Ю. А. Головкина и занимался геодезическими и топографическими работами, помогая астроному экспедиции академику Ф. И. Шуберту.
В 1807 году состоял при Русской императорской армии, действовавшей в Пруссии против Наполеона, был в нескольких сражениях, ранен при Фридланде. Участвовал в Отечественной войне 1812 г., награждён золотой шпагой с надписью «За храбрость».
В ходе кампании 1813 г. за битву при Лейпциге получил орден Святого Георгия 4-го класса «За отличие в сражении с французами».
По возвращении в Россию занимался исключительно астрономическими и геодезическими работами, состоя начальником съемок и триангуляции в Западной России (в прибалтийских губерниях России градусные измерения тогда же были начаты под руководством В. Я. Струве). Работы Теннера и Струве по измерению огромной дуги меридиана от Дуная до берегов Ледовитого океана были закончены в 1855 году («Дуга меридиана в 25° 20'' между Дунаем и Ледовитым морем, измеренная с 1816 по 1855 год…» (2 тт., 1856—1857)). В этой работе существенную помощь оказали директор Виленской астрономической обсерватории П. Славинский и его заместитель М. О. Глушневич.
Теннер впервые ввел деление триангуляции на классы; сконструировал один из типов базисного прибора. Подробные отчеты о его работах напечатаны в «Записках Военно-топографического депо».
В 1810-е был членом масонских лож в Вильно и Митаве.
23 мая 1822 года произведён в генерал-майоры.
С 12 декабря 1832 — почётный член Петербургской академии наук.
6 декабря 1835 года произведён в генерал-лейтенанты.
В 1851 году награждён императором Австрии орденом Железной Короны 1 степени.
С 27 февраля 1854 — сенатор сената Царства Польского.
26 августа 1856 года произведён в генералы от инфантерии.
Умер 8 января 1860 года. Похоронен на Варшавском евангелическо-аугсбургском кладбище.
10 апреля 1864 года пожалован семейным дворянским гербом.

## Награды
Российской империи:
- Орден Святого Владимира 4-й степени с бантом (22 сентября 1807)
- Орден Святой Анны 4-й степени (20 мая 1808)
- Золотая шпага «За храбрость» (10 сентября 1812)
- Орден Святого Георгия 4-го класса (7 октября 1813)
- Орден Святого Владимира 2-й степени (19 марта 1826)
- Орден Святой Анны 1-й степени (14 октября 1831)
- Знак отличия беспорочной службы за XXXV лет (1839)
- Орден Белого орла (7 апреля 1846)
- Орден Святого Александра Невского (1851)
- Знак отличия беспорочной службы за XLV лет (1851)

Иностранных государств:
- Орден «Pour le Mérite» (8 декабря 1807); корона к ордену (18 мая 1858, королевство Пруссия)[8]
- Орден Железной короны 1-й степени (1851, Австрийская империя)[5]
- Орден Красного орла 1-го класса (1854, королевство Пруссия)

## Семья
Жена — Екатерина Еремеевна Савоини (1803—1876), дочь генерала Еремей Яковлевич Савоини от брака с Людвигой Даниловной Дункель. Дети:
- Николай (генерал-лейтенант),
- Иеремий (генерал-лейтенант),
- Эрнест[9],
- Леонтина[10],
- Эдуард (генерал-майор)[11].

### Известные потомки
Дмитрий Эдуардович Теннер (Генерал Майор).
Дмитрий Дмитриевич Теннер (геолог, кандидат наук, организатор и заведующий Мончегорской лабораторией искусственного камня Кольского филиала АН СССР).